# União Nacional dos Trabalhadores Angolanos
A União Nacional dos Trabalhadores Angolanos (UNTA) é uma central sindical angolana, a maior e mais importante entidade de trabalhadores do país. É conhecida também como União Nacional dos Trabalhadores Angolanos—Confederação Sindical (UNTA-CS). Possui forte ligação histórica e política com o partido Movimento Popular de Libertação de Angola (MPLA).
Foi fundada em 16 de abril de 1960 na cidade de Quinxassa, durante o Congresso dos Trabalhadores Angolanos no Exílio. Reuniu, inicialmente, uma base camponesa em solo angolano e de trabalhadores urbanos industriais e do comércio no exílio. No ato de fundação Pascoal Luvualo é eleito secretário-geral da central sindical. Além de Luvualo, estavam presentes no ato de fundação, dentre outros nomes, Bernardo Dombele Mbala, Francisco Ndombe, Fernando Kiesse, Francisco Nsingui Massala, Emílio Mbidi, Pedro Fernando Mavunza, Joséph Kiala, António Fuca e Adolfo Tshicalanga.
Participou da criação da Frente Democrática de Libertação de Angola (FDLA), a partir da união do MPLA, do Movimento de Defesa dos Interesses de Angola (MDIA), do Movimento Nacional Angolano (MNA) e do Ngwizani a Kongo (NGWIZAKO). Por fim, em 1963/1964 a FDLA e a UNTA integraram suas lutas ao MPLA.
Com a associação ao MPLA, organizou comités de produção e de treinamento para a luta armada, que também prestaram assistência social aos refugiados e a formação de quadros. Neste período estabeleceu contato com as principais centrais sindicais da Europa, da Ásia e da América, enfraquecendo os sindicatos coloniais que operavam sob a guarida do Estado Novo português.
Em um momento de grande proliferação de entidades sindicais angolanas no exílio, em 1964 chegou a constituir uma aliança com a Confederação dos Sindicatos Livres de Angola (CSLA), formando o Comité de Unidade de Acção e Coordenação Sindical de Angola (CUACSA). A CUACSA era uma tentativa de apresentar um sindicalismo mais combativo que a Liga Geral dos Trabalhadores de Angola (LGTA) — pró-Frente Nacional de Libertação de Angola (FNLA) surgida em junho de 1961 e naquele momento a maior central sindical angolana. A CUACSA acabou por se dissolver em 1966. A UNTA então passou a operar ainda mais vinculada ao MPLA, a partir de Brazavile e de Lusaca, organizando com sucesso diversas frentes de disputa política, principalmente com a LGTA e com a União Geral dos Trabalhadores de Angola (UGTA) — esta surgida em 1964 e, a partir de 1967, pró-União Nacional para a Independência Total de Angola (UNITA). A partir de 1971 teve ainda que se desdobrar para enfrentar politicamente a Confederação Nacional dos Trabalhadores de Angola (CNTA), que recebia vultuosos financiamentos dos Estados Unidos. Em 1975, na iminência da independência de Angola, passou a ter como rival na mobilização laboral e política o Sindicato Angolano dos Camponeses e Operários (SINDACO), que resultou da fusão entre a UGTA e a CNTA, tornando-se rapidamente o sindicato que recebia o maior volume externo de recursos e com maior número de filiados em Angola, mantendo uma ligação não-declarada com a UNITA. Em 1976 a UNTA absorve todos os sindicatos independentes, pró-católicos e sob tutela colonial, passando a ser a única entidade legal de representação de trabalhadores no país, expulsando a SINDACO de Angola, que deixou de existir no mesmo ano.
Com a passagem de Angola a um regime multipartidário, e o MPLA assumindo posições de economia de livre-mercado, é realizado o II Congresso da UNTA em setembro de 1994, que define uma linha ideológica reivindicativa e crítica às políticas neoliberais. A década de 1990 também significa o fim do monopólio sindical da UNTA, bem como a fragmentação e consequente enfraquecimento do movimento sindical.
Suas pautas deliberadas no congresso de 2021 incluíam a revisão da Lei Geral do Trabalho (LGT) angolana e um novo teto para o salário mínimo nacional, contra uma política de arrocho salarial.

## Secretários-gerais
- Pascoal Luvualo - 1960 a 1974;[4]
- Aristides Van-Dúnem - 1974 a 1977;[4]
- Pascoal Luvualo - 1977 a 1991;[4]
- Cordeiro Ernesto Nzakundomba - 1991 a 1994;[4]
- Manuel Diogo da Silva Neto - 1994 a 2005;[4]
- Manuel Augusto Viage - 2005 a 2021;[4]
- José Joaquim Laurindo - 2021 até o presente.[1]

## Relações internacionais
A UNTA é membra da Organização da Unidade Sindical Africana, do Conselho de Coordenação Sindical da África Austral (SATUCC) e da Confederação Sindical dos Países da Língua Portuguesa (CSPLP).